# Gare de Romanswiller
La gare de Romanswiller est une ancienne gare ferroviaire française de la ligne de Sélestat à Saverne, située sur le territoire de la commune de Romanswiller, dans le département du Bas-Rhin, en région Grand Est.
Situé sur une portion de ligne mise en service en 1877 et démantelée en 1993, le bâtiment de la gare est reconverti en habitation.

## Situation ferroviaire
Établie à 235 mètres d'altitude, la gare de Romanswiller se trouvait au point kilométrique (PK) 51,049 de la ligne de Sélestat à Saverne entre les gares fermées de la Papeterie et Marmoutier.

## Histoire
La section de Wasselonne à Saverne est mise en service le 1er août 1877 par la Direction générale impériale des chemins de fer d'Alsace-Lorraine (EL) qui inaugure le même jour la section de Barr à Sélestat transformant l'ancien chemin de fer vicinal construit en 1864 par les Chemins de fer de l'Est en un itinéraire stratégique contournant Strasbourg. La nouvelle section vers Saverne, qui s'extrait de la vallée de la Mossig, est plus accidentée que la ligne de 1864 construite à l'économie et comporte plusieurs ouvrages d'art. Après la réintégration de l'Alsace-Lorraine à la France, l'État crée l'Administration des chemins de fer d'Alsace et de Lorraine (AL) qui finit par se fondre dans la Société nationale des chemins de fer français (SNCF) en 1938. En 1926, un parc à munitions destiné notamment à servir l'artillerie lourde sur voie ferrée (ALVF) est réalisé à l'ouest de la gare. Le dépôt militaire dispose de son propre raccordement ferroviaire.
Les trains de voyageurs de la section de Molsheim à Saverne sont supprimés en 1969. Le 14 janvier 1972, la section de Romanswiller à Marmoutiers est déclassée. Le trafic de marchandises sur la ligne subsistera jusqu’en 1988 sous la forme d'une desserte quotidienne depuis Molsheim essentiellement motivée par un dépôt des Comptoirs agricoles à Romanswiller. Jusqu'en 1986, le dépôt de munitions de Romanswiller géré par le 153e régiment d'infanterie, assure également un trafic sur cette section de ligne.
En 1988, une équipe de passionnés a fait circuler un train touristique tracté par la locomotive à vapeur DR-Baureihe 86 prêtée par une association allemande. Le « Train Touristique de la Vallée de la Mossig » effectua son premier trajet entre Molsheim et Romanswiller le 15 mai 1988. Un second voyage fut organisé le 15 août 1988 mais l'association n'a pu poursuivre son projet.
La section Molsheim - Romanswiller est officiellement déclassée le 25 février 1993. Les bâtiments voyageurs et les halles de marchandises ont été vendus à des particuliers et l’ancienne plate-forme de la voie ferrée a été transformée en piste cyclable qui relie Molsheim à Romanswiller.

## Patrimoine ferroviaire
Le bâtiment voyageurs (BV) appartient au même plan type standard que la gare de Marmoutier. Il a été transformé en habitation tout comme l'annexe servant de lampisterie dont la façade utilise les mêmes blocs de grès.
Il se compose d'un corps central d'un étage à trois ouvertures coiffé d'un toit à deux croupes, côté rue, la travée de droite est remplacée par une tour « donjon » de section rectangulaire à la toiture en pointe qui arborait originellement une horloge. La halle à marchandises est directement accolée au bâtiment des voyageurs comme le veut la pratique allemande.

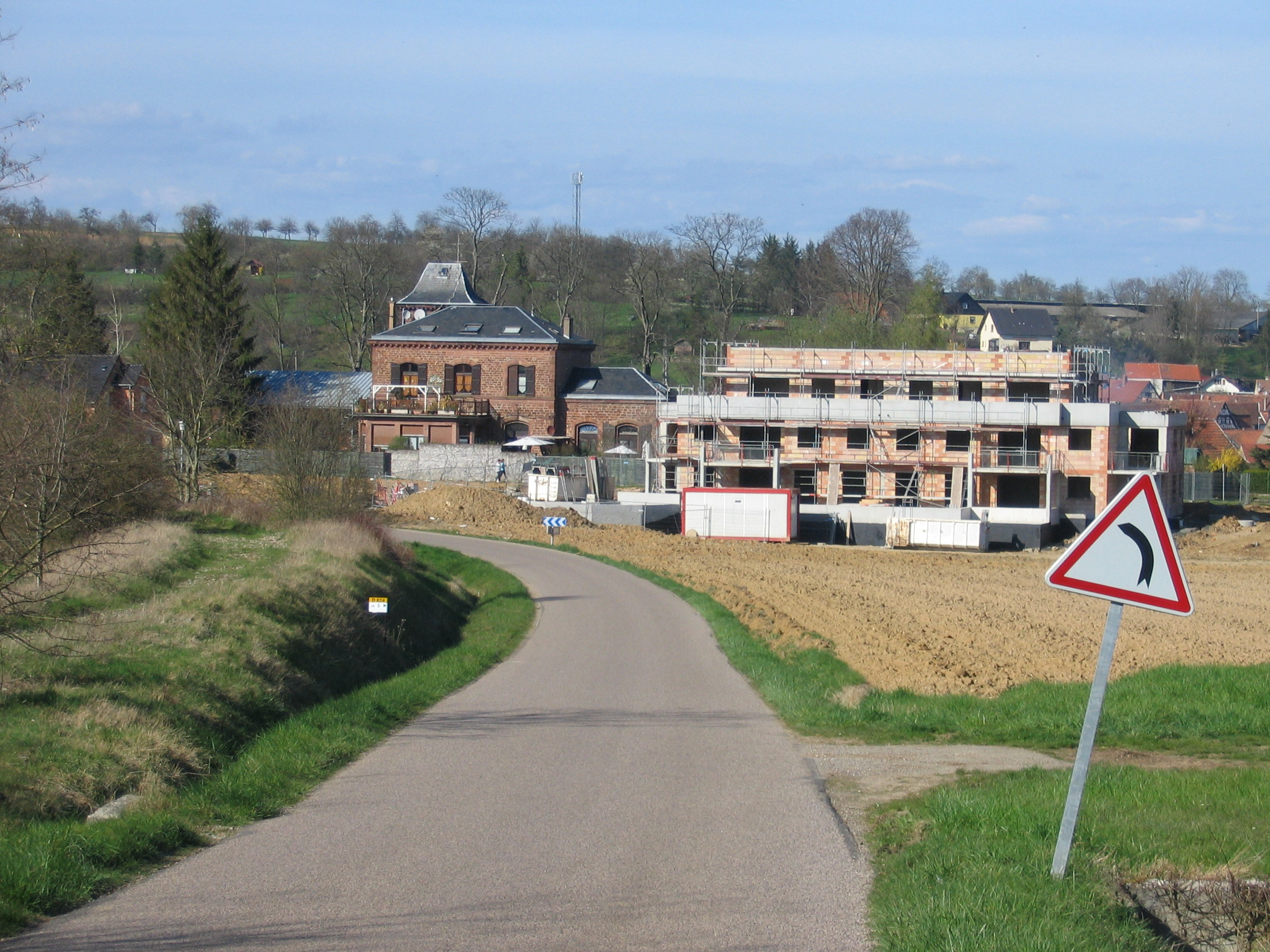
La gare vue depuis l'ancien chemin de fer militaire
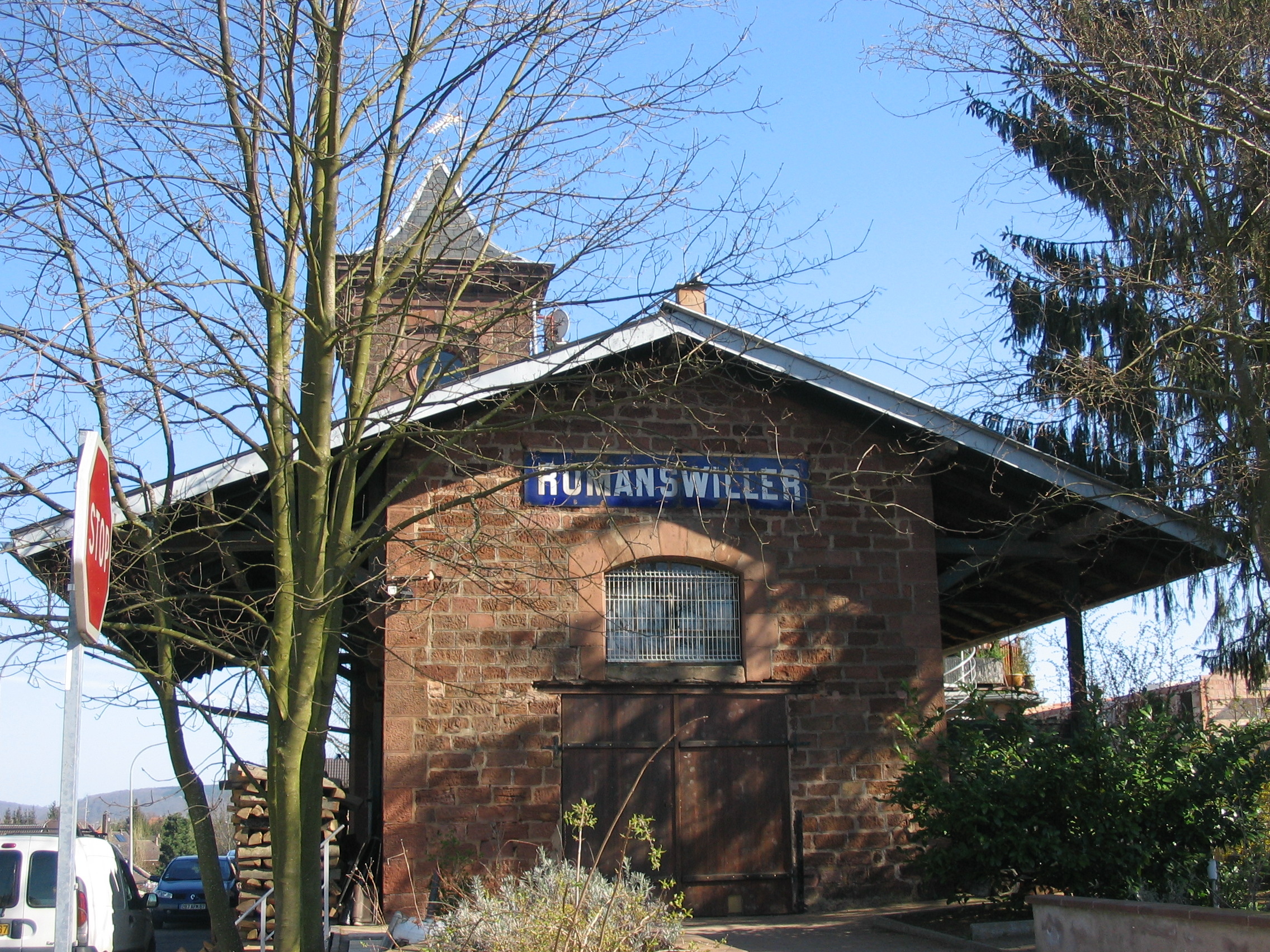
Halle aux marchandises accolée à la gare.
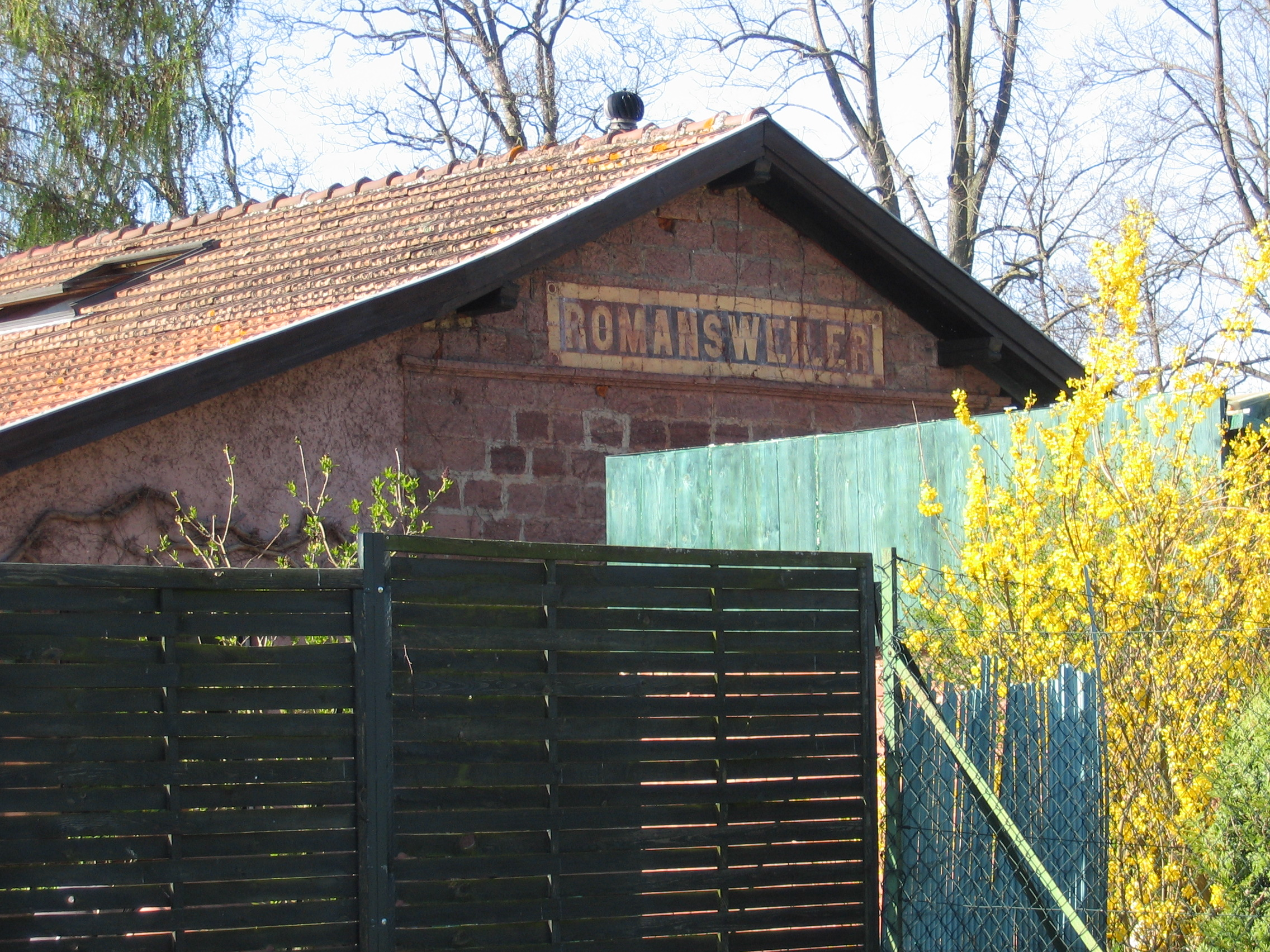
Nom de la gare en allemand sur l'ancienne annexe.